# Luis Valdez
Luis Miguel Valdez (Delano, 26 giugno 1940) è un drammaturgo, regista, sceneggiatore e attore statunitense.

## Biografia
È di origini messicane.

## Filmografia

### Regista
- Zoot Suit (1981) - anche sceneggiatore
- Chicanos Story (1982)
- La Bamba (1987) - anche sceneggiatore
- Corridos: Tales of Passion & Revolution (1987) - film TV, anche sceneggiatore
- The Cisco Kid (1994) - film TV

### Voce
- Popol Vuh -- Maya Creation Myth (1988)
- The Five Suns -- A Sacred History of México (1996)
- Coco, regia di Lee Unkrich e Adrian Molina (2017)